# Cocklebiddy
Cocklebiddy (80 habitants) est une petite communauté routière située sur l'Eyre Highway, en Australie-Occidentale. Située à 1 163 km de Perth, c'est le troisième arrêt routier sur la route qui partant de Norseman traverse la plaine de Nullarbor. La zone est connue pour ses grottes souterraines et ses lacs.

## Histoire
Cocklebiddy a commencé comme communauté d'Aborigènes, dont les premières fondations persistent encore aujourd'hui. Lors de la Seconde Guerre mondiale, Cocklebiddy était supposé abriter une source d'eau que les ingénieurs de l'armée pourraient exploiter en cas de besoin, mais on a découvert qu'il n'y avait qu'une mince couche d'eau douce au-dessus d'un lac salé...
La station télégraphique Eyre a été exploitée de 1879 jusqu'en 1929. Contrairement à la plupart des autres stations, celle-ci est restée dans un bon état en raison de son isolement et de la protection de l'océan Austral. En 1976, lorsque le gouvernement de l'État a créé la réserve naturelle de Nuytsland, l'installation a été transformée en un observatoire de la faune, qui a ouvert ses portes en 1978.

## Actuellement
La région de Cocklebiddy est réputée pour ses grottes souterraines. Mais la plus importante est la grotte de Cocklebiddy, avec un seul passage de plus de 6 kilomètres de long, dont environ 90% est sous l'eau et uniquement accessible via d'autres grottes. En 1983, une équipe française fixa un record mondial pour la plus longue grotte immergée, qui a été battu en 1995 par un Australien, Christopher Brown, qui en a découvert une autre 20 mètres plus loin !